# Campionat d'Espanya de trial 2024
La temporada de 2024 del Campionat d'Espanya de trial fou la 57a edició d'aquest campionat, organitzat per la Reial Federació Motociclista Espanyola. El calendari oficial constava de 8 proves puntuables, celebrades entre el 24 de febrer i l'1 de desembre. Tres de les proves programades es disputaren als Països Catalans: Gironella (el 24 de març), Camprodon (el 6 d'octubre) i La Nucia (la darrera, l'1 de desembre).

## Classificació final
| Posició | Pilot            | Motocicleta | Punts |
| ------- | ---------------- | ----------- | ----- |
| 1       | Jaime Busto      | Gas Gas     | 151   |
| 2       | Gabriel Marcelli | Montesa     | 143   |
| 3       | Adam Raga        | Sherco      | 108   |
| 4       | Aniol Gelabert   | TRRS        | 94    |
| 5       | Àlex Canales     | Sherco      | 86    |
| 6       | Jorge Casales    | TRRS        | 80    |
| 7       | Gerard Trueba    | Beta        | 70    |
| 8       | Gil Vila         | Vertigo     | 62    |
| 9       | Pablo Suárez     | Montesa     | 41    |
| 10      | Sondre Haga      | Gas Gas     | 9     |

## Categories inferiors

### TR2
| Posició | Pilot        | Motocicleta | Punts |
| ------- | ------------ | ----------- | ----- |
| 1       | Sondre Haga  | Gas Gas     | 130   |
| 2       | Pau Martínez | Vertigo     | 118   |
| 3       | David Fabian | Beta        | 103   |

### TR3
| Posició | Pilot           | Motocicleta | Punts |
| ------- | --------------- | ----------- | ----- |
| 1       | Jordi Sanjuan   | Sherco      | 144   |
| 2       | Rodrigo Marchal | ?           | 140   |
| 3       | Jordi Camp      | TRRS        | 132   |

### Altres
| Categoria  | Guanyador       | Motocicleta |
| ---------- | --------------- | ----------- |
| TR4        | Daniel Comas    | Vertigo     |
| TR5        | Héctor Márquez  | Gas Gas     |
| Veterans A | Josep M. Segura | Sherco      |
| Veterans B | Gabriel Giró    | Montesa     |
| Júnior     | Ryon Land       | Vertigo     |
| Cadet 125  | Otger Martí     | TRRS        |
| Cadet      | Poldo Sillué    | Sherco      |
| Juvenil A  | Lucas Rodríguez | ?           |
| Juvenil B  | Pau Giralt      | Beta        |

## Classificació per marques
| Posició | Marca       | Punts |
| ------- | ----------- | ----- |
| 1       | TRRS        | 386   |
| 2       | Beta Trueba | 364   |
| 3       | Gas Gas     | 278   |
| 4       | Sherco      | 227   |
| 5       | Vertigo     | 221   |
| 6       | Montesa     | 96    |